# (5777) Hanaki
(5777) Hanaki (1989 XF) – planetoida z pasa głównego asteroid okrążająca Słońce w ciągu 4,1 lat w średniej odległości 2,56 j.a. Odkryta 3 grudnia 1989 roku.